# Back on Track
Back on Track è un album in studio del gruppo musicale statunitense The DeBarge Family, pubblicato il 1º luglio 1991.

## Tracce
1. We Need Your Love
2. Coming Home
3. You Can Make It
4. Close to You
5. G.O.O.D. Times
6. Trust in Jesus
7. Ninety-Nine and a Half (Won't Do)
8. Shine
9. He Will Make a Way